# Михалёв, Иван Сергеевич
Иван Сергеевич Михалёв (род. 13 июня 1989, Пермь) ― российский артист балета, премьер Московского академического музыкального театра им. К. С. Станиславского и Вл. И. Немировича-Данченко.

## Биография
Родился 13 июня 1989 года в Перми. В 2008 году окончил Пермский хореографический колледж (класс Ю. М. Сидорова), после чего был принят в балетную труппу Пермского театра оперы и балета. В 2010—2012 годах танцевал в Большом театре России.
В 2012 году был принят в балетную труппу Московского академического музыкального театра им. К. С. Станиславского и Вл. И. Немировича-Данченко на положение солиста.
Принимал участие в гала-концерте театра, приуроченном к 200-летнему юбилею Мариуса Петипа (23—24 апреля 2018). По приглашению Лорана Илера вместе с Оксаной Кардаш участвовал в танцевальном фестивале в Театре Парижа, исполнив фрагменты из «Лебединого озера» Бурмейстера (июнь 2019). С ней же участвовал в российской премьере балета «Дон Кихот» в редакции Рудольфа Нуриева (ноябрь 2019) и танцевал в гала-концерте, приуроченном к 150-летнему юбилею Пермского театра оперы и балета (5 декабря 2020 года). Принимал участие в спектакле «Лебединое озеро», приуроченном к юбилею Маргариты Дроздовой, исполнив партию принца Зигфрида (6 июня 2023). 14 июля исполнил эту же партию в Санкт-Петербурге, в спектакле Театра балета имени Леонида Якобсона на сцене Александринского театра.
В 2021 году был удостоен премии журнала «Балет» «Душа танца» в номинации «Звезда балета».

## Репертуар
- Принц («Золушка» Сергея Прокофьева, хореография Олега Виноградова)
- Щелкунчик-принц («Щелкунчик» Чайковского, хореография Василия Вайнонена)
- Принц Зигфрид («Лебединое озеро» Чайковского, хореография Владимира Бурмейстера)
- Базиль («Дон Кихот» Минкуса, хореография Рудольфа Нуреева)
- Кавалер де Грие («Манон» Кеннета Макмиллана на музыку Массне)
- Феб («Эсмеральда» Пуни — Глиэра — Василенко, хореография Владимира Бурмейстера)
- Алексей Каренин («Анна Каренина» на музыку Рахманинова, Цинцадзе, Барданашвили и Лютославского, хореография Кристиана Шпука)
- Граф Альберт («Жизель» Адана, хореография Жана Коралли, Жюля Перро и Мариуса Петипа в редакции Лорана Илера)
- Солор («Баядерка» Минкуса, хореография Наталии Макаровой по Мариусу Петипа)
- Данила («Каменный цветок» Сергея Прокофьева, хореография Юрия Григоровича)
- Тибальд («Ромео и Джульетта» хореография Максима Севагина на музыку Сергея Прокофьева)
- Принц («Щелкунчик» Чайковского, хореография Юрия Посохова)[6]
- Премьер («Класс-концерт» музыка Д. Обера и Ж. Оффенбаха, хореография Максима Севагина)
- «Последний сеанс» (хореография Павла Глухова, музыка Настасьи Хрущевой)
- «Блум» (хореография Максима Севагина на музыку Антонина Дворжака)

Исполняет сольные партии в балетах Джерома Роббинса («В ночи»), Фредерика Аштона («Маргарита и Арман»), Джорджа Баланчина («Серенада»), Александра Экмана («Тюль»), Дмитрия Брянцева («Призрачный бал»), Охада Нахарина («Минус 16»), Йохана Ингера («Прогулка сумасшедшего»), Иржи Килиана («Маленькая смерть»).

## Награды
- 2008 — дипломант Международного конкурса «Арабеск»
- 2019 — Почётный деятель искусств города Москвы
- 2019 — Лауреат премии Москвы
- 2021 — премия «Душа танца» журнала «Балет» в номинации «Звезда балета»